# سیارک ۱۳۴۸۲
سیارک ۱۳۴۸۲ (به انگلیسی: 13482 Igorfedorov، نامگذاری:1979HN5) سیزده هزار و چهارصد و هشتاد و دومین سیارک کشف شده‌است که در ۲۵ آوریل ۱۹۷۹ کشف شد.
قدر مطلق سیارک برابر ۴۸.۹ است.